# Bully (film)
Bully is een film uit 2001 onder regie van Larry Clark. De film is gebaseerd op een boek van Jim Schutze.

## Verhaal
Marty Puccio is de beste vriend van de agressieve Bobby Kent. Bobby slaat hem regelmatig en elkaar en verkrachtte Marty's vriendin, Lisa Connelly. Lisa ziet dat Marty hier onder lijdt en besluit een plan te maken om Bobby te vermoorden. Wanneer Lisa's vriendin, Ali Willis, ook door Bobby wordt verkracht, is ze ook bereid mee te werken. Ook Marty geeft toe. Na nog drie vrienden en een huurmoordenaar erbij betrokken te hebben, is er geen weg meer terug. Ook al wil niet iedereen hun plan doorzetten.

## Rolverdeling
| Acteur          | Personage        |
| --------------- | ---------------- |
| Brad Renfro     | Marty Puccio     |
| Rachel Miner    | Lisa Connelly    |
| Bijou Phillips  | Ali Willis       |
| Nick Stahl      | Bobby Kent       |
| Michael Pitt    | Dothan Talbot    |
| Leo Fitzpatrick | Derek Kaufman    |
| Kelli Garner    | Heather Swallers |
| Daniel Franzese | Derek            |